# Francesco Severi
Francesco Severi   (Arezzo, 13 d'abril de 1879 - Roma, 8 de desembre de 1961) va ser un matemàtic italià.

## Vida i Obra
Severi va ser l'últim dels nou fills que va tenir Cosimo Severi, un notari que també escrivia himnes i poesia i que es va suïcidar quan Severi tenia només nou anys. Malgrat els limitats recursos de la família, va aconseguir anar a la universitat de Torí, costejant-se els estudis amb classes particulars. La seva intenció inicial era estudiar enginyeria, però sota influència de Corrado Segre es va decantar per la geometria teòrica. Després de obtenir el doctorat el 1900, va fer d'assistent a Torí (amb D'Ovidio), a Bolonya (amb Enriques) i a Pisa (amb Bertini), fins que el 1904 va ser nomenat professor de la universitat de Parma.
Només he va estar un curs, ja que l'any següent va ser nomenat a la universitat de Pàdua. A Pàdua va simpatitzar amb els moviments polítics esquerranistes (el bloco populare patavino) i el 1910 es va afiliar al Partit Socialista Italià i va ser escollit regidor municipal. Durant la Primera Guerra Mundial (1914-1918) va servir amb distinció com oficial d'artilleria.
El 1922 va passar a la universitat de Roma en la qual va exercir successivament les càtedres d'anàlisi algebraica, anàlisi infinitesimal i geometria superior. El 1923 va ser escollit rector de la universitat, càrrec al que va renunciar l'any següent en protesta per l'afer Matteotti. Tot i això, i malgrat haver signat també el manifest antifeixista de Benedetto Croce de 1925, el seu antifeixisme es va anar convertint en una adhesió incondicional al règim de Mussolini, afiliant-se al partit feixista el 1932. A partir de 1938, Severi va ser el més prominent dels matemàtics italians, bàsicament perquè els seus competidors estaven amagats o s'havien exiliat. El 1940 va inaugurar, juntament amb Mussolini, el Institut Nacional d'Alta Matemàtica (IDAM) del qual en va ser el primer president.
En acabar la guerra, Severi va ser suspès de la docència per l'Alt Comissionat de les Sancions contra el Feixisme. No obstant, en anys successius aquesta suspensió va ser substituïda per una sanció menor que li va permetre donar algunes classes i recuperar la direcció del IDAM i la seva plaça d'acadèmic a l'Accademia Nazionale dei Lincei.
Severi va començar a ser conegut pels seus treballs sobre superfícies algebraiques seguint les idees d'Émile Picard pels quals va rebre el Premi Bordin de 1907. Aquests treballs el van convertir en el protagonista inqüestionable de la geometria algebraica.